# Говард, Чарльз, 7-й граф Саффолк
Чарльз Уильям Говард, 7-й граф Саффолк, 2-й граф Биндон (англ. Charles William Howard, 7th Earl of Suffolk, 2nd Earl of Bindon; 9 мая 1693 — 8 февраля 1722) — британский пэр. Он носил титул учтивости — лорд Честерфорд с 1706 по 1709 год и лорд Уолден с 1709 по 1718 год.

## Биография
Родился 9 мая 1693 года. Единственный выживший сын Генри Говарда, 6-го графа Саффолка (1670—1718), и его первой жены, леди Обери Энн Пенелопе О’Брайен (? — 1703), дочери Генри О’Брайена, 7-го графа Томонда, и Сары Рассел.
Он получил образование в колледже Магдалины Кембриджского университета.
19 сентября 1718 года после смерти своего отца Чарльз Говард унаследовал титулы 7-го графа Саффолка (Пэрство Англии), 2-го графа Биндона в графстве Дорсет (Пэрство Англии) и 2-го барона Честерфорда в графстве Эссекс (Пэрство Англии), став членом Палаты лордов Великобритании.
С 1718 по 1722 год — лорд-лейтенант графства Эссекс.
9 июля 1715 года Чарльз Говард женился на Арабелле Астри (? — 23 июня 1722), дочери сэра Сэмюэля Астри и Элизабет Морзе. Их брак был бездетным. Семья Морзе владела «Большим домом» в Хенбери в Бристоле, и Говард жил там со своей женой.
28-летний лорд Саффолк скончался в феврале 1722 года, а затем Арабелла умерла четыре месяца спустя. После смерти бездетного Чарльза Говарда титул графа Саффолка унаследовал его дядя, Эдвард Говард, 8-й граф Саффолк (1672—1731), а титулы графа Биндона и барона Честерфорда прервались.